# Jurij Chotlubej

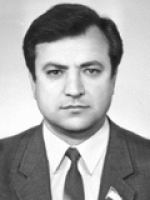
Jurij Chotlubej (1990)

Jurij Jurijowytsch Chotlubej (ukrainisch Юрій Юрійович Хотлубей; geb. 12. Januar 1944 in Schelanne) war vom 29. März 1998 bis 15. Dezember 2015 Bürgermeister von Mariupol.
Nach seiner Schulzeit am Nowogrodowskaja-Gymnasium begann er 1960 als Metallarbeiter im Donezker Hüttenwerk zu arbeiten. Gleichzeitig begann er am Polytechnischen Institut im Fachbereich Metallurgie zu studierten. Nach dem Abschluss 1966 stieg er in der Aluminiumhütte von Pawlodar als Meister und Obermeister sowie Mechaniker auf. Seinen Militärdienst leistete er in der Sowjetarmee in den Jahren 1969 bis 1971 als Zugführer in Kuschka.
Nach seiner Zeit bei der Armee kehrte er an die Donezker Eisen- und Stahlwerke zurück. 1974 wurde er zum Sekretär der Betriebspartei gewählt und trat im Jahr darauf die Leitung der Industrie- und Transportabteilung des Donezker Stadtkomitees der Kommunistischen Partei der Ukraine an. Im Alter von 40 studierte er für zwei Jahre an der Akademie für Sozialwissenschaften seiner Partei und übernahm anschließend 1986 das Amt des Inspektors und Leiters der Abteilung für Organisations-, Partei- und Personalarbeit des Zentralkomitees. 1989 wurde er Erster Sekretär des Stadtkomitees in Mariupol und im Jahr darauf Volksdeputierter und Vorsitzender des Stadtrats der Volksdeputierten, ab 1994 als Abteilungsleiter des Ministerkabinetts in Kiew zunächst für den Waren- und Dienstleistungsmarkt, dann für Organisation und Personalpolitik der Präsidialverwaltung.
1998 wurde er zum Bürgermeister von Mariupol gewählt und in den Jahren 2002 und 2006 im Amt bestätigt.